# Pedro Piñeiro Hermida
Pedro Piñeiro Hermida (Valle de Oro, 14 de abril de 1946) es un político y maestro español.

## Biografía
Maestro de profesión, se instaló a mediados de los años 70 en la villa de Rianjo, dando clase en el colegio público "A.D.R. Castelao", llegando a ser posteriormente director del mismo, hasta su acceso a la alcaldía. En las elecciones municipales de mayo de 1991, concurre como independiente dentro de las listas del PSdeG-PSOE del municipio rianxeiro, resultando elegido y ocupando el área de Cultura del equipo de gobierno.
En abril de 1994 el regidor Xosé Bravo presenta la dimisión, por lo que tras la renuncia de dos de sus tenientes de alcalde, Piñiero Hermida accede a la alcaldía el 9 de mayo. Candidato del PSdeG-PSOE a la alcaldía de Rianjo en mayo de 1995 logra una rotunda victoria con mayoría absoluta, al conseguir un 50,21% de los votos y aumentando en 768 votos el apoyo del partido con respecto a las anteriores elecciones. Nuevamente candidato a la reelección el 13 de junio de 1999, el Partido Socialista reeditó una victoria idéntica sobre el Partido Popular, aumentando en una decena de sufragios su apoyo ciudadano. En las elecciones del 25 de mayo de 2003, tras una legislatura en la que se completaron obras importantes para el municipio como la construcción de un paseo marítimo, o la humanización de diversas calles del centro urbano, Piñeiro Hermida logró para el PSdeG-PSOE la mayor victoria de la historia de su partido y de cualquier otra formación en el concello rianxeiro, al lograr 642 votos más, que supusieron un 57,11% de nivel de apoyo ciudadano, y una subida de dos concejales logrando 11 de los 17 de la corporación local. En esta ocasión el Partido Popular sufrió un auténtico descalabro, quedándose con tan solo el 16% y 3 concejales (12 puntos y 2 ediles menos), el BNG bajó levemente pero pasó de 3 a 2 concejales, e irrumpió una lista independiente con 1 edil.
En las elecciones de mayo de 2007 se presenta nuevamente a la reelección, pero tras diversos conflictos en la recta final del mandato pese renovar la mayoría absoluta, perdió 864 apoyos, quedándose con un 49% y 2 ediles menos, mientras que la oposición (en esta ocasión BNG y PP) se repartió a partes casi iguales el resto de los votos, con un 24% y 4 ediles cada uno, si bien con los nacionalistas en la segunda plaza. En julio de 2010 anuncia que no se presentará a la reelección, cediendo el bastón de mando al año siguiente al nacionalista Adolfo Muíños. Durante su último mandato se completaron obras muy importantes para Rianjo, como el Auditorio, la Piscina municipal, la construcción de sendos aparcamientos subterráneos en el casco urbano y la parroquia de Taragoña, la ampliación definitiva del dique del puerto pesquero, así como la cobertura casi total de saneamiento del municipio, la humanización de diversos núcleos rurales, así como la licitación de la construcción de centros sociales en dos parroquias rurales.
| Predecesor: Xosé Bravo Frieiro | Alcalde de Rianjo 1994-2011 | Sucesor: Adolfo Muíños Sánchez |